# Ruben de Dairinis
Ruben de Dairinis (mort en 725) était un érudit et canoniste irlandais. Il était, avec Cú Chuimne d'Iona, responsable d'une collection canonique connue sous le nom de Collectio canonum Hibernensis ( collection irlandaise de droit canonique ).

## Sources
- Littérature hiberno-latine jusqu'en 1169, Dáibhí Ó Crónín, Une nouvelle histoire de l'Irlande, volume un, 2005.
- Die irische Kanonensammlung, éd. Hermann Wasserschleben, Leipzig, 1885.
- Quelques textes hiberno-latins du VIIe siècle et leurs relations, Aidan Breen, Peritia, iii, pp. 204-14, 1984.